# خوشی (فیلم ۲۰۰۷)
«خوشی» (انگلیسی: Happiness (2007 film)) یک فیلم است که در سال ۲۰۰۷ منتشر شد.